# اینابا ماسایاسو
اینابا ماسایاسو (به ژاپنی: 稲葉 正休, Inaba Masayasu); ۱ ژانویهٔ ۱۶۴۰ – ۷ اکتبر ۱۶۸۴) سامورایی، هاتاموتو و دایمیو اهل ژاپن بود.